# Skovsti
En skovsti er en sti i skoven, der snor sig gennem terrænet. Stien kan enten være menneskeskabt ved gentaget gang af samme rute, men den kan også være anlagt med henblik på at gangeren skal føres af en bestemt rute.